# Herrarnas förföljelse i bancykling vid olympiska sommarspelen 1992
Herrarnas förföljelse i bancykling vid olympiska sommarspelen 1992 ägde rum den 27-29 juli 1992 i Velòdrom d'Horta.

## Medaljörer
| Event                 | Guld                          | Silver                | Brons                     |
| Herrarnas förföljelse | Chris Boardman Storbritannien | Jens Lehmann Tyskland | Gary Anderson Nya Zeeland |

## Resultat

### Kvalifikationsomgång
| Placering | Cyklist                   | Land                | Tid      | Genomsnittlig hastighet | Kvalificering | Noteringar |
| --------- | ------------------------- | ------------------- | -------- | ----------------------- | ------------- | ---------- |
| 1         | Chris Boardman            | Storbritannien      | 4:27.357 | 53.860 km/h             | Q             | WR         |
| 2         | Jens Lehmann              | Tyskland            | 4:30.054 | 53.322 km/h             | Q             |            |
| 3         | Mark Kingsland            | Australien          | 4:31.033 | 53.30 km/h              | Q             |            |
| 4         | Gary Anderson             | Nya Zeeland         | 4:32.253 | 52.891 km/h             | Q             |            |
| 5         | Philippe Ermenault        | Frankrike           | 4:33.892 | 52.575 km/h             | Q             |            |
| 6         | Carl Sundquist            | USA                 | 4:34.390 | 52.480 km/h             | Q             |            |
| 7         | Oleksandr Honchenkov      | OSS                 | 4:35.057 | 52.352 km/h             | Q             |            |
| 8         | Jan Bo Petersen           | Danmark             | 4:35.904 | 52.192 km/h             | Q             |            |
| 9         | Cédric Mathy              | Belgien             | 4:37.288 | 51.931 km/h             | q             |            |
| 10        | Ivan Beltrami             | Italien             | 4:39.645 | 51.493 km/h             | q             |            |
| 11        | Robert Karśnicki          | Polen               | 4:39.836 | 51.458 km/h             | q             |            |
| 12        | Servais Knaven            | Nederländerna       | 4:40.436 | 51.348 km/h             | q             |            |
| 13        | Michal Baldrián           | Tjeckoslovakien     | 4:41.724 | 51.113 km/h             | q             |            |
| 14        | Adolfo Alperi             | Spanien             | 4:42.538 | 50.996 km/h             | q             |            |
| 15        | Michael Belcourt          | Kanada              | 4:43.135 | 50.859 km/h             | q             |            |
| 16        | Masamitsu Ehara           | Japan               | 4:44.412 | 50.630 km/h             | q             |            |
| 17        | Viktor Kunz               | Schweiz             | 4:45.539 | 50.430 km/h             |               |            |
| 18        | Georgios Portelanos       | Grekland            | 4:46.345 | 50.288 km/h             |               |            |
| 19        | Patrick Matt              | Liechtenstein       | 4:46.982 | 50.117 km/h             |               |            |
| 20        | Alberny Vargas            | Colombia            | 4:49.067 | 49.815 km/h             |               |            |
| 21        | Tony Ledgard              | Peru                | 4:49.626 | 49.719 km/h             |               |            |
| 22        | Murugayan Kumaresan       | Malaysia            | 4:59.049 | 48.152 km/h             |               |            |
| 23        | Weng Yu-Yi                | Kinesiska Taipei    | 5:00.519 | 47.917 km/h             |               |            |
| 24        | Manuel García             | Guam                | 5:03.997 | 47.368 km/h             |               |            |
| 25        | Mehrdad Afsharian Tarshiz | Iran                | 5:08.184 | 46.725 km/h             |               |            |
| -         | Hernán López              | Argentina           | ovtk     |                         |               |            |
| -         | Steffen Kjærgaard         | Norge               | ovtk     |                         |               |            |
| -         | Malcolm Lange             | Sydafrika           | ovtk     |                         |               |            |
| -         | Robert Peters             | Antigua och Barbuda | ovtk     |                         |               |            |
| -         | Raúl Domínguez            | Kuba                | DNS      |                         |               |            |

### Kvartsfinaler

#### Grupp B
Heat 1
| Placering | Cyklist         | Land            | Tid      | Genomsnittlig hastighet |
| --------- | --------------- | --------------- | -------- | ----------------------- |
| 1         | Servais Knaven  | Nederländerna   | 4:27.954 | 53.740 km/h             |
| 2         | Michal Baldrián | Tjeckoslovakien | 4:28.838 | 51.113 km/h             |

Heat 2
| Placering | Cyklist          | Land    | Tid      | Genomsnittlig hastighet |
| --------- | ---------------- | ------- | -------- | ----------------------- |
| 1         | Adolfo Alperi    | Spanien | 4:34.760 | 52.409 km/h             |
| 2         | Robert Karśnicki | Polen   | 4:35.184 | 52.328 km/h             |

Heat 3
| Placering | Cyklist          | Land    | Tid      | Genomsnittlig hastighet |
| --------- | ---------------- | ------- | -------- | ----------------------- |
| 1         | Ivan Beltrami    | Italien | 4:36.150 | 52.145 km/h             |
| 2         | Michael Belcourt | Kanada  | 4:42.441 | 50.984 km/h             |

Heat 4
| Placering | Cyklist         | Land    | Tid      | Genomsnittlig hastighet |
| --------- | --------------- | ------- | -------- | ----------------------- |
| 1         | Cédric Mathy    | Belgien | 4:33.942 | 52.565 km/h             |
| 2         | Masamitsu Ehara | Japan   | 4:41.287 | 51.193 km/h             |

#### Grupp A
Heat 1
| Placering | Cyklist            | Land        | Tid      | Genomsnittlig hastighet | Kvalificering |
| --------- | ------------------ | ----------- | -------- | ----------------------- | ------------- |
| 1         | Gary Anderson      | Nya Zeeland | 4:27.954 | 53.740 km/h             | Q             |
| 2         | Philippe Ermenault | Frankrike   | 4:28.838 | 51.113 km/h             |               |

Heat 2
| Placering | Cyklist        | Land       | Tid      | Genomsnittlig hastighet | Kvalificering |
| --------- | -------------- | ---------- | -------- | ----------------------- | ------------- |
| 1         | Mark Kingsland | Australien | 4:29.173 | 53.497 km/h             | Q             |
| 2         | Carl Sundquist | USA        | ovtk     |                         |               |

Heat 3
| Placering | Cyklist              | Land     | Tid      | Genomsnittlig hastighet | Kvalificering |
| --------- | -------------------- | -------- | -------- | ----------------------- | ------------- |
| 1         | Jens Lehmann         | Tyskland | 4:27.715 | 53.788 km/h             | Q             |
| 2         | Oleksandr Honchenkov | OSS      | ovtk     |                         |               |

Heat 4
| Placering | Cyklist         | Land           | Tid      | Genomsnittlig hastighet | Kvalificering |
| --------- | --------------- | -------------- | -------- | ----------------------- | ------------- |
| 1         | Chris Boardman  | Storbritannien | 4:24.496 | 54.443 km/h             | Q             |
| 2         | Jan Bo Petersen | Danmark        | ovtk     |                         |               |

### Semifinaler
Heat 1
| Placering | Cyklist       | Land        | Tid      | Genomsnittlig hastighet | Kvalificering |
| --------- | ------------- | ----------- | -------- | ----------------------- | ------------- |
| 1         | Jens Lehmann  | Tyskland    | 4:27.230 | 53.886 km/h             | Q             |
| 2         | Gary Anderson | Nya Zeeland | 4:31.061 | 53.124 km/h             |               |

Heat 2
| Placering | Cyklist        | Land           | Tid      | Genomsnittlig hastighet | Kvalificering |
| --------- | -------------- | -------------- | -------- | ----------------------- | ------------- |
| 1         | Chris Boardman | Storbritannien | 4:29.332 | 53.465 km/h             | Q             |
| 2         | Mark Kingsland | Australien     | 4:32.716 | 52.802 km/h             |               |

### Final
| Placering | Cyklist        | Land           | Tid  | Genomsnittlig hastighet |
| --------- | -------------- | -------------- | ---- | ----------------------- |
| 1         | Chris Boardman | Storbritannien | cap  | 48.160 km/h             |
| 2         | Jens Lehman    | Tyskland       | ovtl |                         |